# Aeromantie
Als Aeromantie (von altgriechisch ἀήρ aer, Luft und  μαντεία manteia, Weissagung) bezeichnet man eine mantische Kunst, die auf der Beobachtung von Himmelsphänomenen beruht.
Dazu zählen Windstärke und -richtung, Wolkenformen am Himmel, Farbspiegelungen in der Atmosphäre (z. B. Regenbogen), aber auch Blitz und Donner, Vogelschau und Meteoritbeobachtungen.
Die Aeromantie ist durch ihre Vielschichtigkeit die am weitesten verbreitete mantische Kunst und die Urwissenschaft der ersten sesshaften Menschen. Ihr entstammt die Meteorologie und ein wichtiger Grundpfeiler der Ornithologie.
Johannes Hartlieb behandelte diese Thematik in seinem Buch aller verbotenen Kunst (Augsburg, 1456).

## Unterteilung
Die Aeromantie ist ein weitgefächertes Gebiet, das sich in fünf verschiedene Varianten einteilen lässt:
1. Austraumantie (vom lateinischen auster, Südwind, abgeleitet)
Diese Art der Deutung beschäftigt sich mit dem Studium des Windes und der Windrichtung.
2. Keraunoskopie
Deutungsart, welche auf der Beobachtung von Donner und Blitzschlag/bzw. -verlauf beruht.
3. Choamantie
Beobachtung von Wolkenformen und -bewegungen, Regenbögen, aber auch physikalischen Elementen in Anlehnung an die Chaostheorie.
4. Meteoromantie
Beobachtung von Meteoriten und die Deutung der Zeichen, die sie darstellen.
5. Ornithomantie
Hierbei handelt es sich um die Beobachtung von Vogelschwärmen, dem Flug- und Zugverhalten dieser, aber auch um die Beobachtung einzelner Raubvögel, deren Jagdverhaltens und um die Deutung deren symbolischer Bedeutung. Siehe dazu: römische Auspizien.

## Bedeutungen
In der praktischen Anwendung wurde die Aeromantie durch Beschwörungen der Luft ausgeübt. Wehte der Wind aus Osten, so bedeutete es Glück, aus Westen Unglück, aus Mittag Enthüllung des Heimlichen, aus Mitternacht, was dunkel bleiben würde. Blies der Wind jedoch gleichzeitig von allen Seiten, so bedeutete dieses Sturm, Hagel, Regengüsse usw.